# Joachim François Philibert Feisthamel
Le baron Joachim-François-Philibert de Julien de Feisthamel (1791-1851) est un militaire et entomologiste français,,.
Le baron Joachim de Feisthamel est successivement soldat, major d'infanterie, colonel puis maréchal de camp. Il est membre de la Société Entomologique de France et commandeur de la Légion d'Honneur.
Il est enterré au cimetière du Père-Lachaise (28e division).

## Travaux
Parmi ses travaux, on peut noter :
- 1835, Heliconia leprieuri Annales de la Société Entomologique de France 4:631-632, plaque de 18
- 1839, Supplément à la zoologie du voyage de la Favorite comprenant la description de lépidopteres nouveaux. Mag. Zool. 9:17-26; 10 plaques. [Réimprimé en 1840: 13 pp., 10 pls. Paris: Bertrand] (Supplément de Laplace, Cyrille Pierre Théodore Voyage autour du monde par les mers de l'Inde et de Chine : execute sur la corvette de l'état La Favorite pendant les annees 1830, 1831 et 1832 sous le commandement de M. Laplace, capitaine de frégate Paris, Imprimerie Royale, 1833-1839)
- 1850,description de quelques Lépidoptères Rhopalocéres nouveaux ou peu connus, provenant de la Cazamance (Afrique) , Annales de la Société Entomologique de France (2) 8 : 247-262
- plusieurs articles sur les Coléoptères dans le Magasin de Zoologie et les Annales de la Société Entomologique de France